# Torymus punctifrons
Torymus punctifrons is een vliesvleugelig insect uit de familie Torymidae. De wetenschappelijke naam is voor het eerst geldig gepubliceerd in 1894 door Ashmead.